# Geraldine Jewsbury
Geraldine Endsor Jewsbury (Measham, 22 agosto 1812 – Londra, 23 settembre 1880) è stata una scrittrice inglese di libri e figura di rilievo nella vita letteraria londinese, conosciuta soprattutto per i suoi romanzi popolari tra i quali Zoe: la storia delle due vite e le recensioni fatte per il periodico letterario britannico Athenaeum. Jewsbury non si sposò mai, ma ebbe amicizie intime, in particolare con Jane Carlyle, moglie del saggista Thomas Carlyle. I sentimenti romantici di Jewsbury per Jane e la complessità delle loro relazioni si riflettono nei suoi scritti e le loro lettere hanno catturato l'interesse di Virginia Woolf. Geraldine ha anche scritto incoraggiando altre donne a raggiungere il loro pieno potenziale..

## Famiglia ed educazione
Jewsbury nacque a Measham, nel Derbyshire (Leicestershire dal 1897), figlia di Thomas Jewsbury (morto nel 1840), produttore e commerciante di cotone, e sua moglie Maria, nata Smith (morta nel 1819). Suo nonno paterno, Thomas Jewsburybury Sr. (morto nel 1799), era un geometra stradale, ingegnere e studente di filosofia che nel suo testamento lasciò alla famiglia quattro cottage, un magazzino, un terreno a Measham e una grossa somma di denaro.
Thomas Jr. e Maria ebbero sei figli: Maria Jane (1800), Thomas (1802), Henry (1803), Geraldine (1812), Arthur (1815) e Frank (1819). Maria Jane aveva interessi letterari e scrisse per la Manchester Gazette. Dopo la morte prematura della madre, aiutò a crescere la famiglia fino a quando si sposò, ma lei stessa morì di colera in giovane età. Seguì Geraldine a prendersi cura del padre fino alla sua morte, e anche di Frank fino a quando questo si sposò.
L'azienda del cotone di suo padre ne risentì della guerra del 1812 e lui trovò lavoro come agente assicurativo con sede a Manchester. Geraldine fu educata in un collegio tenuto dalle signorine Darbys a Alder Mills, vicino a Tamworth, nello Staffordshire, e continuò i suoi studi in francese, italiano e disegno a Londra nel 1830-1831, prima di tornare nella sua casa di famiglia. Presto, tuttavia, incominciò a soffrire di depressione, mettendo in dubbio il suo destino ed esprimendo dubbi religiosi. Ciò ispirò chiaramente il suo primo romanzo, Zoe: the History of Two Lives.

## Amicizia con Jane Carlyle
Intorno al 1840, Jewsbury scrisse al noto autore scozzese Thomas Carlyle per un consiglio sulla sua carriera letteraria. Invitato a casa sua a Chelsea, incominciò immediatamente una calda amicizia con la moglie dello scrittore, Jane che sarebbe diventata la relazione più profonda della sua vita.
Nelle prime fasi, il rapporto fu molto appassionato, come rivelano le lettere che si sono conservate, anche se si ritiene che sia generalmente rimasto platonico. Il legame resisté poi a molti disaccordi tra loro due, soprattutto sul ruolo delle donne, dal momento che Jane era una moglie notoriamente rispettosa, che non aveva mai considerato l'idea di una carriera tutta sua. Jane manifestò la sua gelosia nei confronti degli altri rapporti di Geraldine con uomini e donne, alcuni dei quali carnali. Ma l'amicizia durò oltre 25 anni e Geraldine curò Jane nei suoi periodi di malattia. La loro relazione fu riconosciuta da studiosi di letteratura, tra i quali Virginia Woolf nel suo articolo sulle lettere di Jewsbury a Jane e portò all'uscita di Jewsbury sulla carta stampata, quando Jane aveva contribuito alla modifica dei primi due libri di Geraldine.

## Carriera

### Romanzi
Geraldine Jewsbury fu principalmente una scrittrice di romanzi di idee e dilemmi morali, mettendo in discussione il ruolo idealizzato di moglie e madre e promuovendo il valore spirituale del lavoro nella vita di una donna. Spesso rendeva i suoi personaggi femminili più saggi e più capaci di quelli maschili.
Il suo primo romanzo, Zoe: the History of Two Lives (1845), riguarda una ragazza che innamorandosi di un prete cattolico, fa decadere la sua fede. Il trama ha un forte tema di dubbio, non solo sul credo religioso, ma anche sul matrimonio come primo destino di una donna. Inizialmente rifiutato dall'editore, venne successivamente accettato dopo un intervento di Thomas Carlyle. Fu un successo immediato, elogiato dal Manchester Examiner come "sorprendente" e intelligente", ma se ci furono anche recensioni meno calorose. Come romanzo sullo scetticismo, può essere classificato analogo al lavoro di Charlotte Yonge, la signora Humphrey Warde e altri, mentre il collegamento tra i sentimenti e la sessualità con l'angoscia spirituale ha portato a paragoni con George Sand.
Il suo prossimo romanzo, The Half Sisters (1848), interroga anche il ruolo di moglie e madre, che considera insoddisfacente e limitante. La vita della donna convenzionale, Alice, è paragonata sfavorevolmente a quella della sorellastra Bianca, che lavora come attrice per sostenere la madre pazza. Il personaggio di Alice somiglia a Jane Carlyle, mentre Bianca è chiaramente basata su un'altra delle amiche di Jewsbury, Charlotte Cushman. Questo romanzo fu il preferito dell'autrice.
Il suo terzo romanzo, Marian Withers (1851), esplora lo stesso tema dell'adempimento femminile, questa volta in un ambiente industriale, attingendo all'esperienza diretta del mondo degli affari di Manchester. Introduceva i temi dell'educazione, dell'invenzione creativa, dello status sul posto di lavoro e della filantropia pubblica. Il romanzo raccontava un numero di storie diverse, collegate per analogia e alcuni critici non gradirono la sua struttura frammentaria.
Tre ulteriori romanzi (Constance Herbert, 1855; The Sorrows of Gentility, 1856; Right or Wrong, 1859) attirarono meno interesse. Geraldine scrisse anche due romanzi per bambini: The History of an Adopted Child (1852) e Angelo, o The Pine Forest in the Alps (1855).

### Racconti
Dickens commissionò 17 storie da Jewsbury tra il 1850 e il 1859, per il suo periodico Household Words. Una volta le scrisse: "Cara Miss Jewsbury - non mi scuso per esserti rivolto così, perché sono un tuo lettore, e spero di avere quella tua conoscenza che potrebbe giustificare un approccio schietto. .. se potessi indurti a scrivere articoli o racconti per [Household Words], dovrei, sinceramente assicurarti, di dare una grande importanza al tuo aiuto e di essere molto gratificato per averlo".

### Recensioni
Si ritiene che Jewsbury abbia recensito oltre 2000 libri tra il 1846 e il 1880, tra cui romanzi, libri per bambini, memorie, biografie, storie, libri di cucina e libri di gestione domestica, principalmente per il settimanale Athenaeum. Poiché la maggior parte delle recensioni erano anonime in quel momento, il totale esatto di esse è sconosciuto. L'anonimato creava anche un'atmosfera di sospetto tra autori e critici. Molte delle recensioni di Jewsbury sono state erroneamente attribuite al romanziere e scrittore non-fiction John Cordy Jeaffreson. Quando Rhoda Broughton scoprì che una recensione sfavorevole del suo romanzo era stata scritta da Geraldine, incluse una caricatura poco lusinghiera di lei in uno dei suoi libri successivi, The Beginner, anche se questo avvenne dopo la morte di Jewsbury.
Jewsbury faceva soprattutto critica morale. Il suo principale criterio era la capacità dei personaggi di distinguere il bene dal male, e questo pesava con lei più della trama. Ad esempio, disapprovava le storie di un uomo anziano che pativa per una donna più giovane. Inoltre non amava le scene d'amore e i romanzi sulla vita domestica in generale. Tra gli autori popolari recensiti da lei c'erano Anthony Trollope, George Eliot, George Meredith e Wilkie Collins.
Geraldine Jewsbury lavorò anche come lettrice di editori per Hurst and Blackett e per Bentley, raccomandando di pubblicare East Lynne, il best seller di Ellen Wood (1861), pur rifiutando autori di successo come M. E. Braddon e Ouida. Usò spesso la sua posizione con Bentley per migliorare le carriere di altre scrittrici, incluse le amiche Margaret Oliphant e Frances Power Cobbee.

## Vita personale
Geraldine era molto socievole, aveva molti amici e faceva parte di associazioni letterarie, e era in grado di trovare un terreno comune con persone di ogni classe. La sua crescente importanza e personalità non convenzionale, fumando e indossando abiti da uomo come George Sand, la portò presto ad acquisire un alto profilo nella società letteraria. Tra i suoi amici c'erano le famiglie Huxley, Kingsley, Rossetti e Browning, William Edward Forster (con il quale visitò la rivoluzionaria Parigi nel 1848), John Bright, John Ruskin e George Henry Lewes.
Non si sposò mai ma ebbe relazioni personali intime con uomini e donne, alcune delle quali sessuali, alcune platoniche, di cui la più significativa fu quella con Jane Carlyle. Un altro rapporto sentimentale che Geraldine ebbe fu con l'attrice Charlotte Cushman, una figura potente e notoriamente maschile, che ammirava per la sua vasta esperienza di vita e che contrastava con la doverosa domesticità di Jane (Jane Carlyle divenne gelosa e si arrabbiò molto per la relazione). Cushman era il modello di Bianca in The Half Sisters.
Sydney Owenson, conosciuta anche come Lady Morgan, aiutò Geraldine Jewsbury quando arrivò a Londra, e in cambio essa offrì un'amicizia incondizionata, aiutandola infine a scrivere le sue memorie in età avanzata.
Dei suoi compagni maschi, il più significativo fu un funzionario governativo in Nuova Zelanda, Walter Mantell, di otto anni più giovane, che sentendosi a disagio per il suo lavoro in cui faceva pressioni sui maori per vendere la loro terra a basso costo agli inglesi, tornò a vivere in Inghilterra. Geraldine fece grandi sforzi per promuoverlo nel mondo letterario, e le propose persino il matrimonio, ma sembra che lui incominciò a infastidirsi delle sue eccessive attenzioni, e si allontanarono.

## Morte
Jewsbury si trasferì a Sevenoaks, nel Kent, dopo la morte di Jane Carlyle nel 1866. Nel 1879 contrasse il cancro, morì in un ospedale privato di Londra nel 1880 e fu sepolta nel cimitero di Brompton. Scrisse fino alla fine della sua vita, il suo ultimo rapporto per Bentley era datato 9 settembre 1880. Lasciò tutte le sue carte all'uomo d'affari e femminista John Stores Smith con cui aveva avuto una relazione forte.

## Romanzi
- Zoe: the History of Two Lives (1845)
- The Half Sisters (1848)
- Marian Withers (1851)
- Constance Herbert (1855)
- The Sorrows of Gentility (1856)
- Right or Wrong (1859)